# Želmíra Gašparíková
Želmíra Gašparíková (ur. 18 stycznia 1901 w Martinie, zm. 15 grudnia 1966 w Pradze) – słowacka językoznawczyni, tłumaczka, bibliotekarka i bibliografka, pedagog.

## Życiorys
Želmíra była córką księgarza, Jozefa Gašparíka-Leštinskégo i Anny, z domu Jankovičovej. Początkowo uczyła się w Martinie i Preszowie, w latach 1920–1925 studiowała filologię słowiańską i komparatystykę językoznawczą na Wydziale Filozoficznym Uniwersytetu Karola w Pradze. W latach 1925–1926 studiowała na Sorbonie w Paryżu, gdzie w 1930 otrzymała tytuł doktora. W 1935 roku zdała egzamin z bibliotekarstwa. Od 1927 roku pracowała jako bibliotekarz w najstarszej i największej bibliotece na Słowacji – Bibliotece Uniwersyteckiej w Bratysławie. W 1939 była bibliotekarzem w Bibliotece Słowiańskiej w Pradze. Od 1945 roku wykładała język słowacki na wydziale filozoficznym Uniwersytetu Karola w Pradze.
Publikowała w kilku słowackich i czeskich czasopismach: „Slovenské pohľady”, „Elán”, „Bratislava”, „Slovanská knihoveda”, „Časopis pro moderní filologii”, „Kostnické jiskry”. Jej największym dziełem jest Slovensko-český a česko-slovenský slovník rozdielnych výrazov. Była to pierwsza poważna próba uchwycenia właściwości słowackiego i czeskiego słownictwa. Obecnie jest to jeden z najczęściej używanych słowników, wykorzystywany także do profesjonalnych tłumaczeń w obu tych językach. Jego pierwsze wydanie ukazało się w 1963 roku, drugie wydanie poprawione w 1989 roku. Praskie Państwowe Wydawnictwo Edukacyjne opublikowało tę pracę pod tytułem Slovensko-český slovník w 1987 roku. W czasopismach Slovenské pohľady (1929–1932) i Elán (1931–1932) publikowała bibliografie zasobowe książek i czasopism, była współautorem haseł do Masarykovho slovníka náučného, suplementów do Doplnkov Ottovho slovníka naučného. Stworzyła katalog biblioteczny Macierzy Słowackiej. Pod koniec życia przygotowała wybór polskich bajek, które przetłumaczyła i zmodyfikowała. Zostały one opublikowane przez wydawnictwo Mladé letá w Bratysławie pod nazwą Hop, čižmičky, sto míľ!. Została pochowana na Cmentarzu Narodowym w Martinie.

## Wybrane dzieła
- 1963 – Slovensko-český slovník
- 1966 – Hop, čižmičky, sto míľ

## Odznaczenia
- Order Tomáša Garrigue Masaryka IV Klasy – CSRF, 1992, pośmiertnie[4][5]